# Elpidio Barzaga

Elpidio Barzaga, 2019

Elpidio F. Barzaga, Jr. (* 25. März 1950 in Dasmariñas, Cavite; † 27. April 2024 in Kalifornien) war ein philippinischer Politiker der Kabalikat ng Malayang Pilipino (Kampi), der Lakas-Demokratikong Kristiyano at Muslim (Lakas–Kampi), der Liberal Party (LP) sowie der National Unity Party (NUP), der zwischen 1998 und 2007 und von 2016 bis 2019 Bürgermeister von Dasmariñas war und von 2007 bis 2016 und von 2019 bis zu seinem Tod Mitglied des Repräsentantenhauses war.

## Leben

### Rechtsanwalt, Professor und Bürgermeister
Barzaga absolvierte nach dem Schulbesuch ein Studium im Fach Rechnungswesen am San Beda College, das er 1970 mit einem Bachelor of Science (B.S. Commerce Major in Accounting) „cum laude“ abschloss. Ein darauf folgendes postgraduales Studium der Rechtswissenschaften an der Far Eastern University (FEU) beendete er 1975 mit einem Bachelor of Laws (LL.B.) „magna cum laude“. Nachdem er am 31. März 1976 seine anwaltliche Zulassung bei der Rechtsanwaltskammer (Philippine Bar) erhalten hatte, nahm er eine Tätigkeit als Rechtsanwalt und Vereidigter Buchprüfer auf und war als solcher bis 1998 tätig. Daneben hatte er zwischen 1976 und 1992 eine Professur am Institute of Law der Far Eastern University inne.
Zwischenzeitlich begann Barzaga seine politische Laufbahn, als er von 1986 bis 1987 erstmals als kommissarischer Bürgermeister von Dasmariñas fungierte. 1998 wurde er erneut Bürgermeister von Dasmariñas und übte dieses Amt bis 2007 aus. Da er 2007 nach neunjähriger Amtszeit die Höchstgrenze der konsekutiven Wählbarkeit erreicht hatte, konnte er nicht erneut für das Amt des Bürgermeisters von Dasmariñas kandidieren, und wurde von seiner Ehefrau Jennifer Austria Barzaga abgelöst.

### Mitglied des Repräsentantenhauses
Bei der Parlamentswahl vom 14. Mai 2007 wurde Barzaga für die Lakas-Demokratikong Kristiyano at Muslim (Lakas–Kampi) erstmals zum Mitglied des Repräsentantenhauses gewählt und vertrat in diesem zunächst den Wahlkreis Cavite 2nd District. Bei der Parlamentswahl vom 10. Mai 2010 wurde er im neugestalteten und Dasmariñas umfassenden Wahlkreis Cavite 4th District-Lone District of Dasmariñas mit 163.766 Stimmen (91,68 Prozent) wiedergewählt und konnte sich damit gegen den Kandidaten der Nacionalista Party (NP), Ramon Campos, durchsetzen, auf den 6.158 Wählerstimmen (3,45 Prozent) entfielen. Zweitplatzierter in diesem Wahlkreis war der Parteilose, Fernando Campos, der 7.551 Stimmen (4,23 Prozent) bekam.
Barzaga wurde bei der Parlamentswahl vom 13. Mai 2013 im Wahlkreis Cavite 4th District-Lone District of Dasmariñas wiedergewählt, wobei er nunmehr für die National Unity Party (NUP) antrat. Dabei setzte er sich mit 133.570 Stimmen (80,86 Prozent) und einer Mehrheit von 114.726 Stimmen (69,45 Prozentpunkte) erneut deutlich gegen seinen Herausforderer von der Lakas–CMD, Miguel Ilano, durch, auf den 18.844 Wählerstimmen (11, 41 Prozent) entfielen. In der derzeitigen, von 2013 bis 2016 dauernden 16. Legislaturperiode ist er Vorsitzender des Parlamentsausschusses für Glücksspiel und Vergnügungen (Committee on Games and Amusements). Dieser ist zuständig für alle Angelegenheiten, die sich unmittelbar und grundsätzlich mit allen Arten und Orten von Glücksspiel und Vergnügungen beschäftigen.
Da Barzaga die Höchstgrenze der konsekutiven Wählbarkeit von neun Jahren erreicht hatte, durfte er bei der Parlamentswahl am 9. Mai 2016 nicht erneut kandidieren, und schied somit aus dem Repräsentantenhaus aus. Stattdessen bewarb er sich wieder für das Amt des Bürgermeisters von Dasmariñas, da seine Ehefrau Jennifer A. Barzaga nach ebenfalls drei konsekutiven Amtszeiten dort nicht mehr kandidieren durfte. Von 2016 bis 2019 war er dann wieder Bürgermeister und sie Mitglied des Repräsentantenhauses. 2019 tauschte man wieder die Ämter.